# Championnat du monde féminin moins de 18 ans de hockey sur glace 2008
Navigation
Championnat du monde 2009
Le Championnat du monde féminin moins de 18 ans de hockey sur glace 2008 est la première édition de cette compétition organisée par la Fédération internationale de hockey sur glace (IIHF). Elle a lieu du 7 au 12 janvier 2008 à Calgary, dans la province de l'Alberta au Canada.
Les États-Unis remportent le titre en dominant en finale le Canada sur la marque de 5-2. La République tchèque complète le podium.

## Qualifications
Envisageant de mettre en place un championnat du monde féminin moins de 18 ans à compter de 2008, la Fédération internationale de hockey sur glace (IIHF)  organise en février 2007 des tournois de qualifications.
Les douze équipes engagées sont réparties en trois groupes de quatre disputés sous la forme de championnats à match simple. Les deux premiers de chaque groupe se qualifient pour le championnat, rejoignant le Canada et les États-Unis,.

### Groupe A
Il se déroule à Vierumäki en Finlande. La Finlande et la Suisse se qualifient pour le championnat du monde.
|   | Équipe   | PJ | V | VP | DP | D | Pts | BP | BC | +/- |
| - | -------- | -- | - | -- | -- | - | --- | -- | -- | --- |
| 1 | Finlande | 3  | 3 | 0  | 0  | 0 | 9   | 24 | 1  | +23 |
| 2 | Suisse   | 3  | 0 | 2  | 0  | 1 | 4   | 6  | 5  | +1  |
| 3 | Japon    | 3  | 1 | 0  | 1  | 1 | 4   | 5  | 9  | -4  |
| 4 | Pays-Bas | 3  | 0 | 0  | 1  | 2 | 1   | 5  | 25 | -25 |

### Groupe B
Il se déroule du 9 au 11 février 2007 à Nymburk en République tchèque. La Suède et la République tchèque se qualifient pour le championnat du monde.
|   | Équipe     | PJ | V | VP | DP | D | Pts | BP | BC | +/- |
| - | ---------- | -- | - | -- | -- | - | --- | -- | -- | --- |
| 1 | Suède      | 3  | 3 | 0  | 0  | 0 | 9   | 11 | 3  | +8  |
| 2 | Tchéquie   | 3  | 2 | 0  | 0  | 1 | 6   | 15 | 4  | +11 |
| 3 | Autriche   | 3  | 1 | 0  | 0  | 2 | 3   | 5  | 10 | -5  |
| 4 | Kazakhstan | 3  | 0 | 0  | 0  | 3 | 0   | 4  | 18 | -14 |

### Groupe C
Il se déroule du 16 au 18 février 2007 à Bad Tölz en Allemagne. L'Allemagne et la Russie se qualifient pour le championnat du monde.
|   | Équipe    | PJ | V | VP | DP | D | Pts | BP | BC | +/- |
| - | --------- | -- | - | -- | -- | - | --- | -- | -- | --- |
| 1 | Allemagne | 3  | 3 | 0  | 0  | 0 | 9   | 21 | 3  | +18 |
| 2 | Russie    | 3  | 2 | 0  | 0  | 1 | 6   | 15 | 13 | +2  |
| 3 | Slovaquie | 3  | 1 | 0  | 0  | 2 | 3   | 4  | 9  | -5  |
| 4 | France    | 3  | 0 | 0  | 0  | 3 | 0   | 6  | 21 | -15 |

## Championnat du monde

### Présentation

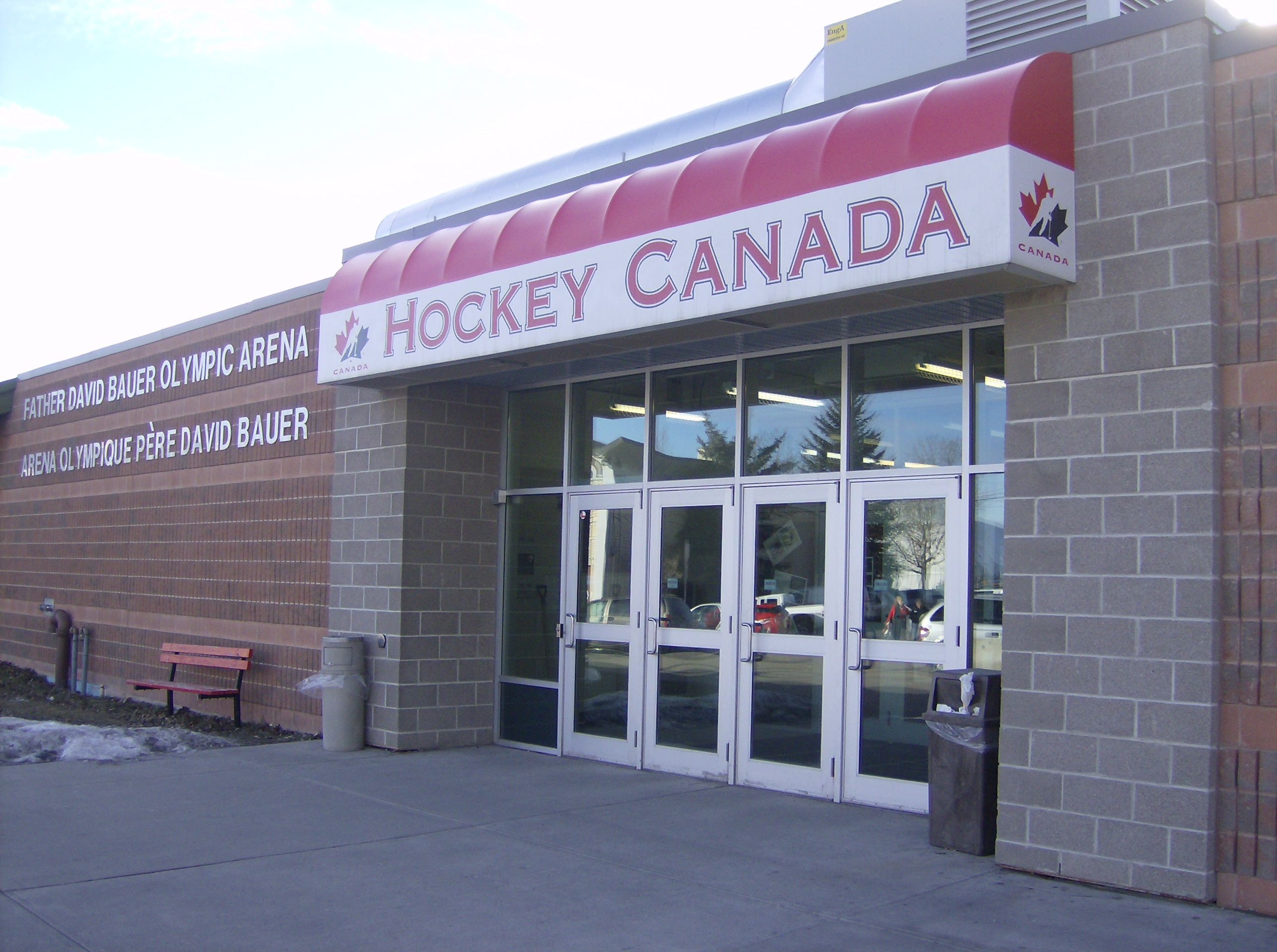
La Father David Bauer Olympic Arena.

La première édition du championnat du monde féminin moins de 18 ans a lieu du 7 au 12 janvier 2008 au Canada, le choix du pays organisateur étant annoncé en mai 2007. Calgary, dans la province de l'Alberta, est désignée comme ville hôte en septembre 2007.
Les patinoires retenues sont la Father David Bauer Olympic Arena et la Norma Bush Arena. Elles accueillent habituellement les rencontres de plusieurs équipes juniors et universitaires locales.

### Format de compétition
Les huit équipes engagées sont réparties en deux groupes de quatre disputés sous la forme de championnats à match simple. Les deux premiers de chaque groupe se qualifient pour les demi-finales, suivies de la finale et du match de classement pour la troisième place. De leur côté, les équipes classées aux deux dernières places leur poule des matchs de classement. Toutes les équipes participantes sont assurées de prendre part au championnat du monde 2009.
| Groupe A - Canada - Finlande - Allemagne - Tchéquie | Groupe B - États-Unis - Suède - Suisse - Russie |

### Premier tour

#### Groupe A
|   | Équipe    | PJ | V | VP | DP | D | Pts | BP | BC | +/- |
| - | --------- | -- | - | -- | -- | - | --- | -- | -- | --- |
| 1 | Canada    | 3  | 3 | 0  | 0  | 0 | 9   | 38 | 3  | +35 |
| 2 | Tchéquie  | 3  | 2 | 0  | 0  | 1 | 6   | 10 | 16 | -6  |
| 3 | Allemagne | 3  | 1 | 0  | 0  | 2 | 3   | 7  | 15 | -8  |
| 4 | Finlande  | 3  | 0 | 0  | 0  | 3 | 0   | 5  | 26 | -21 |

#### Groupe B
|   | Équipe     | PJ | V | VP | DP | D | Pts | BP | BC | +/- |
| - | ---------- | -- | - | -- | -- | - | --- | -- | -- | --- |
| 1 | États-Unis | 3  | 3 | 0  | 0  | 0 | 9   | 28 | 2  | +26 |
| 2 | Suède      | 3  | 2 | 0  | 0  | 1 | 6   | 20 | 7  | +13 |
| 3 | Suisse     | 3  | 1 | 0  | 0  | 2 | 3   | 7  | 17 | -10 |
| 4 | Russie     | 3  | 0 | 0  | 0  | 3 | 0   | 2  | 31 | -29 |

### Matchs de classement
Les rencontres ont lieu à la Norma Bush Arena. Tous les horaires sont locaux (UTC-7).
|  | Matchs de classement   | Matchs de classement   |                |   | Cinquième place        | Cinquième place        |
|  | Matchs de classement   | Matchs de classement   |                |   | Cinquième place        | Cinquième place        |
|  |                        |                        |                |   |                        |                        |
|  | 11 janvier 2008, 16:00 | 11 janvier 2008, 16:00 |                |   | 12 janvier 2008, 13:30 | 12 janvier 2008, 13:30 |
|  | 11 janvier 2008, 16:00 | 11 janvier 2008, 16:00 |                |   | 12 janvier 2008, 13:30 | 12 janvier 2008, 13:30 |
|  | Allemagne              | 2                      |                |   | 12 janvier 2008, 13:30 | 12 janvier 2008, 13:30 |
|  | Allemagne              | 2                      |                |   | 12 janvier 2008, 13:30 | 12 janvier 2008, 13:30 |
|  | Russie                 | 1                      |                |   | 12 janvier 2008, 13:30 | 12 janvier 2008, 13:30 |
|  | Russie                 | 1                      | Allemagne      | 4 |                        |                        |
|  | 11 janvier 2008, 19:30 |                        | Allemagne      | 4 |                        |                        |
|  |                        | Finlande               | 1              |   |                        |                        |
|  | Suisse                 | Finlande               | 1              | 2 |                        |                        |
|  | Suisse                 |                        |                | 2 |                        |                        |
|  | Finlande               | 7                      |                |   |                        |                        |
|  | Finlande               | 7                      | Septième place |   |                        |                        |
|  |                        |                        |                |   |                        |                        |
|  | 12 janvier 2008, 09:30 |                        |                |   |                        |                        |
|  |                        |                        |                |   |                        |                        |
|  | Suisse                 | 4                      |                |   |                        |                        |
|  | Suisse                 | 4                      |                |   |                        |                        |
|  | Russie                 | 1                      |                |   |                        |                        |
|  | Russie                 | 1                      |                |   |                        |                        |

### Phase finale
Les rencontres ont lieu à la Father Bauer  Arena. Tous les horaires sont locaux (UTC-7).
|  | Demi-finales           | Demi-finales           |                        |   | Finale                 | Finale                 |
|  | Demi-finales           | Demi-finales           |                        |   | Finale                 | Finale                 |
|  |                        |                        |                        |   |                        |                        |
|  | 11 janvier 2008, 16:15 | 11 janvier 2008, 16:15 |                        |   | 12 janvier 2008, 19:30 | 12 janvier 2008, 19:30 |
|  | 11 janvier 2008, 16:15 | 11 janvier 2008, 16:15 |                        |   | 12 janvier 2008, 19:30 | 12 janvier 2008, 19:30 |
|  | États-Unis             | 8                      |                        |   | 12 janvier 2008, 19:30 | 12 janvier 2008, 19:30 |
|  | États-Unis             | 8                      |                        |   | 12 janvier 2008, 19:30 | 12 janvier 2008, 19:30 |
|  | Tchéquie               | 0                      |                        |   | 12 janvier 2008, 19:30 | 12 janvier 2008, 19:30 |
|  | Tchéquie               | 0                      | États-Unis             | 5 |                        |                        |
|  | 11 janvier 2008, 19:45 |                        | États-Unis             | 5 |                        |                        |
|  |                        | Canada                 | 2                      |   |                        |                        |
|  | Canada                 | Canada                 | 2                      | 7 |                        |                        |
|  | Canada                 |                        |                        | 7 |                        |                        |
|  | Suède                  | 1                      |                        |   |                        |                        |
|  | Suède                  | 1                      | Match pour la 3e place |   |                        |                        |
|  |                        |                        |                        |   |                        |                        |
|  | 12 janvier 2008, 16:00 |                        |                        |   |                        |                        |
|  |                        |                        |                        |   |                        |                        |
|  | Suède                  | 2                      |                        |   |                        |                        |
|  | Suède                  | 2                      |                        |   |                        |                        |
|  | République tchèque     | 4                      |                        |   |                        |                        |
|  | République tchèque     | 4                      |                        |   |                        |                        |

### Bilan
À la suite d'un premier tour dominé par les Canadiennes et les Américaines, ce sont les Américaines qui vont remporter la première finale de la compétition en battant les joueuses locales sur la marque de 2 buts à 5. Les Tchèques montent sur la troisième marche du podium en battant la Suède 4-2. Dans le même temps, les Russes finissent à la dernière place du classement en n'ayant pas remporté un seul match.
Le comité d'organisation a désigné les trois meilleures joueuses du championnat : Alyssa Grogan, gardienne de but américaine, Lauriane Rougeau, défenseur canadienne, et Marie-Philip Poulin, également du Canada mais jouant en attaque. Avec 14 points et 8 buts inscrits cette dernière finit à la première place du classement pour les buts et pour les points (à égalité avec sa coéquipière, Camille Dumais, pour les points).
|                    | Équipe     |
| ------------------ | ---------- |
| Médaille d'or      | États-Unis |
| Médaille d'argent  | Canada     |
| Médaille de bronze | Tchéquie   |
| 4                  | Suède      |
| 5                  | Allemagne  |
| 6                  | Finlande   |
| 7                  | Suisse     |
| 8                  | Russie     |